# Rue Morel (Clichy)
Pour les articles homonymes, voir Rue Morel.
La rue Morel est une voie publique de la commune de Clichy, dans le département français des Hauts-de-Seine.

## Situation et accès
La rue est accessible par la gare de Saint-Ouen.

## Origine du nom

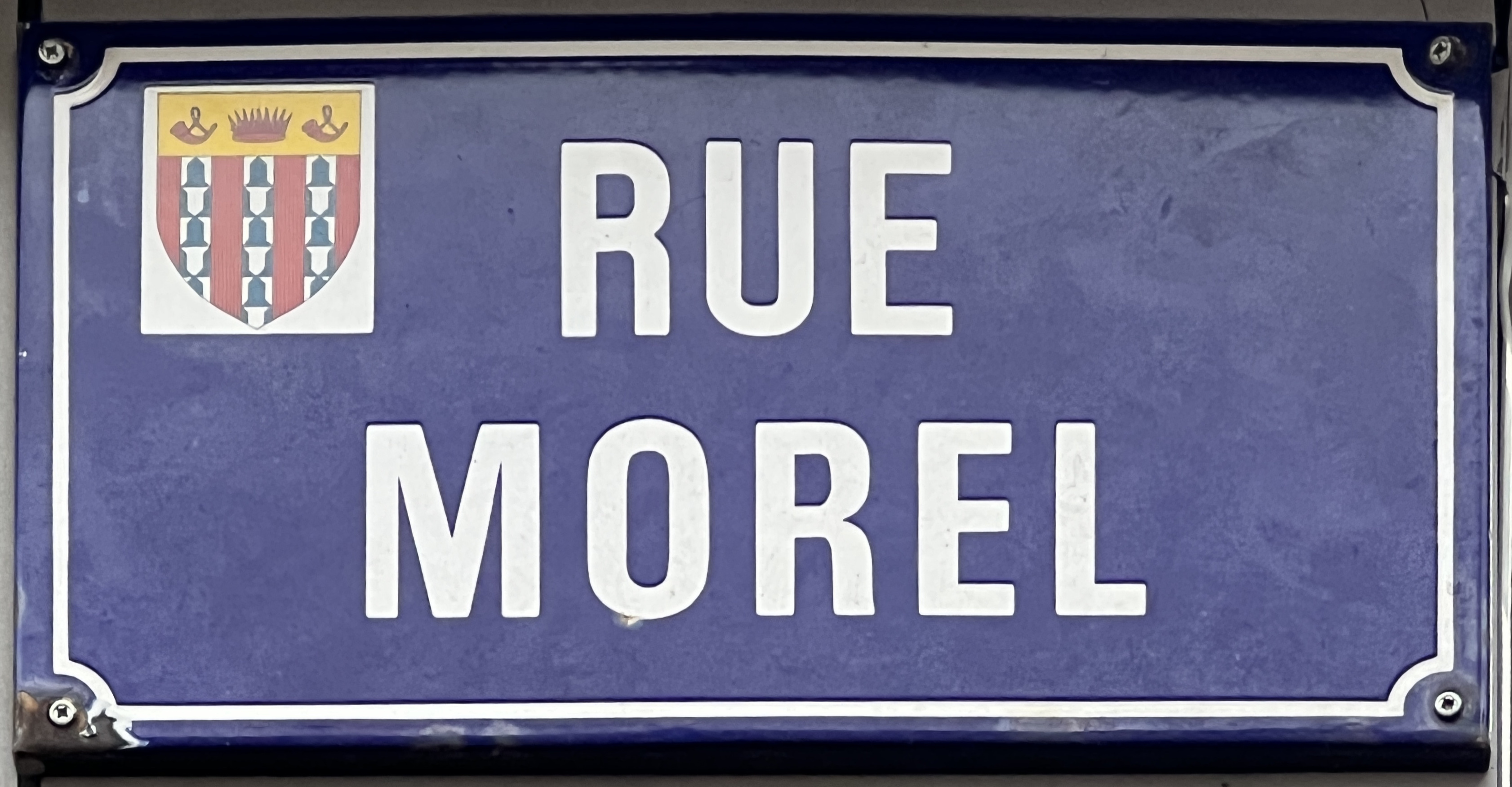
Plaque de la rue.

Elle est nommée d'après un ancien propriétaire du terrain.

## Historique
Le 30 janvier 1918, lors d'un raid, une bombe tombe sur la rue, à la limite de la zone non aedificandi qui jouxte l'enceinte de Thiers, faisant des dégâts relativement peu importants.
Cette rue a été représentée par la série photographique 6 mètres avant Paris réalisée par Eustachy Kossakowski en 1971.

## Bâtiments remarquables et lieux de mémoire

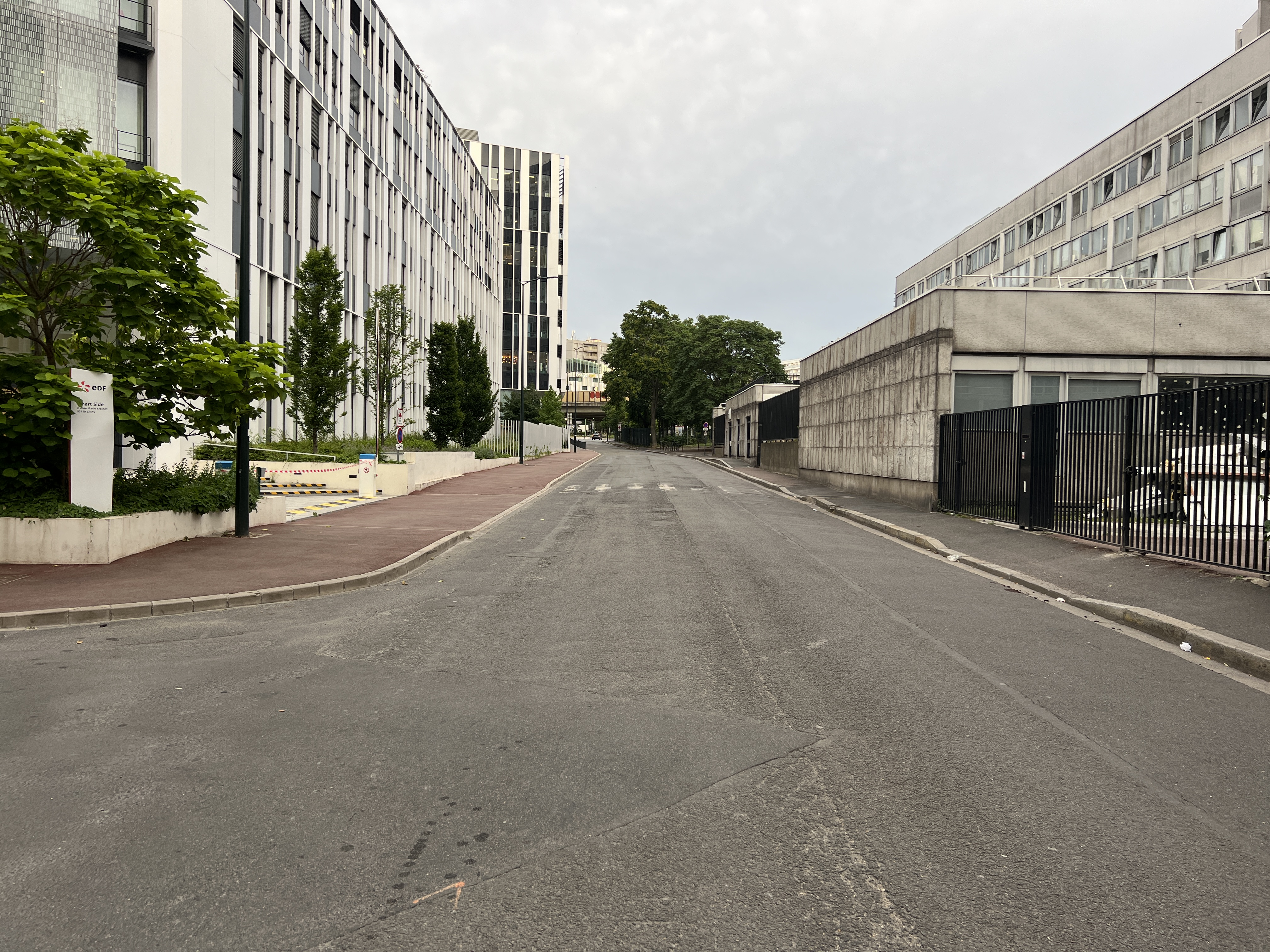
La rue en juin 2022.

- Siège d'EDF pour Saint-Ouen et Clichy[5]